# Phelipara flavovittata
Phelipara flavovittata là một loài bọ cánh cứng trong họ Cerambycidae.